# Langwathby
Langwathby – wieś w Anglii, w Kumbrii, w dystrykcie (unitary authority) Westmorland and Furness. Leży 28 km na południowy wschód od miasta Carlisle i 393 km na północny zachód od Londynu. W 2011 miejscowość liczyła 866 mieszkańców.